# Centralalperne
Centralalperne består af bjergkæderne, som udgør Østalpernes hovedkam og omfatter derfor de højeste bjerge og største isbræer i Østalperne. De strækker sig fra Chur og Comosøen i vest til Wien og Maribor i øst og ligger i landene Schweiz, Østrig, Italien og Slovenien. Bjergkæden er dermed næsten 800 km lang og ca. 60 km bred. Centralalperne ligger mellem Østalpernes to andre store bjergkæder de Nordlige kalkalper og de Sydlige kalkalper. Til forskel fra disse er Centralalperne bygget op af krystalline (metamorfe) bjergarter, ikke af sedimentære. De dominerende bjergarter i Centralalperne er gnejs og skifer.
I denne tabel er bjergkæderne, som indgår i Centralalperne, sorteret efter omtrentlig vest–østlig rækkefølge. Tabellen kan sorteres alfabetisk eller efter højde ved at klikke på pilsymbolerne.
| Bjergkæde         | største højde (i moh.) |
| ----------------- | ---------------------- |
| Bergamo Alperne   | 3.052                  |
| Bernina Alperne   | 4.049                  |
| Platta Alperne    | 3.392                  |
| Plessur-Alperne   | 2.980                  |
| Albula Alperne    | 3.418                  |
| Livigno Alperne   | 3.439                  |
| Silvretta         | 3.411                  |
| Verwall           | 3.168                  |
| Sesvenna          | 3.204                  |
| Ötztal Alperne    | 3.768                  |
| Stubaier Alperne  | 3.507                  |
| Sarntal Alperne   | 2.781                  |
| Tux Alperne       | 2.886                  |
| Zillertal Alperne | 3.510                  |
| Kitzbühel-alperne | 2.558                  |
| Hohe Tauern       | 3.798                  |
| Niedere Tauern    | 2.862                  |
| Gurktal Alperne   | 2.441                  |
| Lavanttal Alperne | 2.396                  |
| Fischbach Alperne | 1.782                  |